# Il ritratto del duca
Il ritratto del duca (The Duke) è un film del 2020 diretto da Roger Michell.
La pellicola narra in forma romanzata la storia di Kempton Bunton (nel film il nome è modificato in "Kenton Bumpton"), pensionato sessantenne e tassista, che nel 1961 rubò il dipinto Ritratto del duca di Wellington di Francisco Goya dalla National Gallery di Londra.

## Trama
Kenton Bumpton, inguaribile idealista, pervaso da un forte senso civico, impiega il suo tempo e le sue energie a sostenere e promuovere battaglie sociali a favore delle persone svantaggiate, ma si tratta per lo più di petizioni utopiche e bislacche. Ha una moglie che, lavorando come donna di servizio,  porta avanti la famiglia, disapprovando lo "stile di vita" del marito. Il signor e la signora Bumpton hanno due figli e vivono nel ricordo di una terza figlia, morta giovanissima. Il signor Bumpton, un giorno, si ritrova coinvolto nel furto di un dipinto del Goya (il Ritratto del duca di Wellington). È l'occasione, per tutta la famiglia, di "ritrovarsi" e, per la signora Bumpton, di capire e comprendere, finalmente approvandolo, l'animo e il pensiero di suo marito.

## Produzione
Le riprese del film sono iniziate nel gennaio 2020.

## Promozione
Il primo trailer italiano del film è stato diffuso il 28 gennaio 2022.

## Distribuzione
Il film è stato presentato fuori concorso alla 77ª Mostra internazionale d'arte cinematografica di Venezia il 4 settembre 2020 e distribuito nelle sale cinematografiche britanniche a partire dal 6 novembre dello stesso anno; in Italia è stato distribuito nelle sale dal 3 marzo 2022.

### Divieti
Negli Stati Uniti d'America la MPAA ha classificato il film come vietato ai minori di 17 anni non accompagnati da un adulto per scene contenenti "linguaggio inappropriato e sessualità".

### Edizione italiana
La direzione del doppiaggio è di Alessandro Rossi e i dialoghi italiani sono curati da Olivia Costantini per conto della CDR che si è occupata anche della sonorizzazione.

## Accoglienza

### Critica
Sull'aggregatore di recensioni Rotten Tomatoes il film riceve il 96% delle recensioni professionali positive con un voto medio di 7,4 su 10 basato su 45 recensioni, mentre su Metacritic ha un punteggio di 74 su 100 basato su 35 recensioni.